# هوشتیتسه (ناحیه کرومیریژ)
هوشتیتسه (به چکی: Hoštice) یک منطقهٔ مسکونی در جمهوری چک است که در ناحیه کرومیریژ واقع شده‌است. هوشتیتسه ۷٫۵۷ کیلومتر مربع مساحت و ۱۷۵ نفر جمعیت دارد و ۳۰۶ متر بالاتر از سطح دریا واقع شده‌است.